# Bolusiella batesii
Bolusiella batesii är en orkidéart som först beskrevs av Robert Allen Rolfe, och fick sitt nu gällande namn av Rudolf Schlechter. Bolusiella batesii ingår i släktet Bolusiella och familjen orkidéer. Inga underarter finns listade i Catalogue of Life.